# Онтарио Хайвей 401
Онтарио Хайвей 401 (англ. Ontario Highway 401; офиц. Магистраль Макдональда-Картье, англ. Macdonald–Cartier Freeway; также «Королевский Хайвей 401» англ. King's Highway 401; в массовом употреблении распространены названия «Хайвей 401» англ. Highway 401 и «401» англ. four-oh-one) — крупнейшая автомагистраль Канады, проходящая через всю провинцию Онтарио. Начинается на западе провинции, от города Уинсор на границе с американским Детройтом, и заканчивается через 823 километра на востоке, на границе с Квебеком. Там дорога меняет название и фактической конечной точкой автомагистрали можно считать Монреаль. Формальной же конечной точкой Хайвея 401 на востоке является его переход в Квебекскую трассу 20 в Rivière-Beaudette, Quebec, ближайший город Корнуолл.
Вместе с Квебекской автострадой 20 Онтарио Хайвей 401 образует главную магистраль автотранспортного коридора «Квебек — Уинсор», вокруг которого живёт более половины канадцев. Считается ключевым маршрутом в Национальной системе автомобильных дорог Канады.
Часть «Хайвея 401», которая проходит через Торонто, является самой загруженной автомагистралью Северной Америки, а кроме того, одной из самых широких.

## Описание маршрута

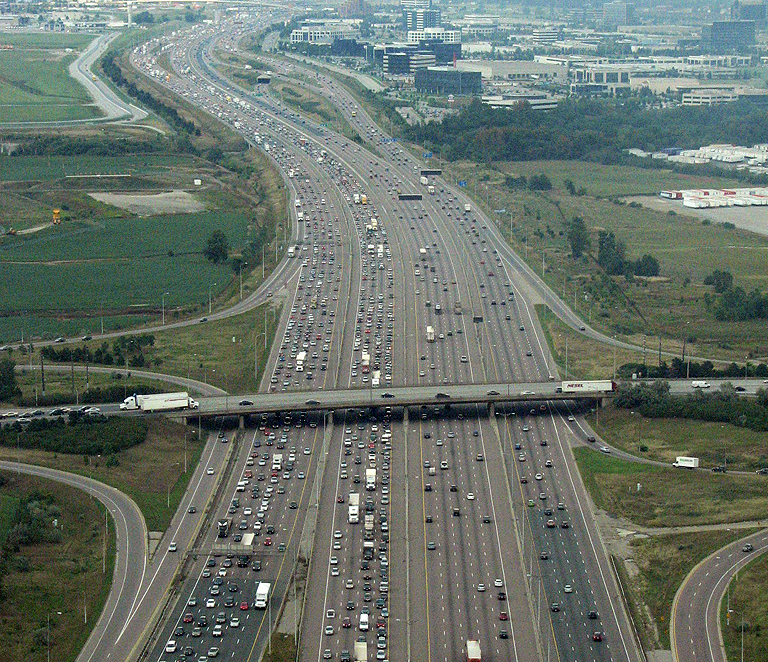
Самый широкий сегмент шоссе 401

Согласно отчётности министерства транспорта провинции Онтарио, в 2010 году на самом оживленном отрезке «Онтарио Хайвея 401», расположенном в Торонто, суточный трафик превышал 420 тысяч автомобилей. На пиковых нагрузках показатели автотрафика превышали более 500 тысяч транспортных средств в сутки. «Онтарио Хайвей 401» — самый загруженный маршрут во всей Северной Америке. Ещё в 1990-х эта канадская автомагистраль обогнала самую крупную по трафику американскую, проходящую через Лос-Анджелес. В районе аэропорта Торонто «Онтарио Хайвей 401» состоит из 18 полос. 9 в основном и 9 во встречном направлении.
Ограничение скорости на Хайвее составляет 100 км/ч на всём его протяжении. На одном из участков есть ограничение скорости в 80 км/ч. Также ограничения скорости устанавливаются на участках, где проводятся дорожные ремонтные работы.